# Werchutka
Werchutka (ukr. Верхутка) – wieś na Ukrainie, w rejonie jaworowskim obwodu lwowskiego.

## Historia
Dawniej część wsi Łozina w powiecie gródeckim.